# Демоскоп Weekly
«Демоскоп Weekly» — демографический электронный журнал, выходящий два раза в месяц на русском языке в России, странах СНГ и Балтии. Является крупнейшим электронным еженедельником РФ и стран СНГ по демографии и смежным наукам (социологии, географии, экономики, истории и пр.). Публикует информационные аналитические материалы по демографической ситуации, смертности, рождаемости, миграции, здоровью, семье, занятости, уровню и образу жизни населения России и во всём мире. Отличается быстрорастущей цитируемостью, в том числе и в нерусскоязычных ресурсах преимущественно на демографические, социологические, экономические, исторические, этнические темы.

## Описание
Журнал «Демоскоп Weekly» содержит более полусотни аналитических, тематических и новостных разделов, а также детальный архив и базу данных переписей населения, демографических показателей по регионам России, странам бывшего СССР, промышленно развитым странам мира.
Электронные выпуски журнала впервые появились 1 января 2001 года на базе журнала «Население и общество», издававшегося с октября 1994 года. До 2007 года и бумажный информационный бюллетень, и его электронную версию издавал Центр демографии и экологии человека ИНП РАН. В настоящее время основное участие в выпуске журнала принимает коллектив Института демографии НИУ «Высшая школа экономики».
Журнал состоит из более чем 20 тысяч страниц в более чем 50 различных разделах (из которых 20 регулярно обновляются новыми статьями). Каждый номер журнала посвящен определённой тематике, состоит из оригинальной обзорной статьи по теме и аналитических материалов либо написанных специально для журнала, либо перепечатанных из других малотиражных научных журналов. Помимо тематической части в номерах журнала обзор СМИ по социально-демографическим вопросам и систематизированные в рубрики обзоры новостей по тематике номера.
В работе над журналом принимают непосредственное участие сотрудники нескольких НИИ России и стран СНГ.
Главный редактор журнала — Анатолий Вишневский.

## Цитируемость
Цитируемость русскоязычного Демоскопа постоянно увеличивается, в том числе и в Википедии, как в русскоязычном разделе, так и в нерусскоязычных языковых разделах. По состоянию на 1 января 2017 года лидерами по цитируемости Демоскопа здесь являлись русская (4 700 статей), английская (4 200), украинская (321), финская (233), немецкая (137), японская (78), французская (78), польская (49), румынская (43) википедии.
Индекс цитирования Яндекса журнала в отдельные периоды составлял 2100—2200.

## Посещаемость
С выходом первых номеров 2001 году, ежедневное количество пользователей, посещавших сайт, составляло 50 человек. В октябре 2003 года количество посещений несколько раз превысило 1000 и продолжало возрастать. В ноябре 2005 года количество посещений было уже 44 тысячи, а количество читающих стран составило 93. 5 декабря 2005 года был зафиксирован рекорд по просмотром за один день за последние 20 месяц (2448 пользователей). С 5 по 11 декабря 2005 года был достигнут рекорд числа посетителей за неделю (12455 пользователей). 16 декабря 2005 года на сайте зарегистрирован миллионный посетитель. Среди 9432 сайтов, зарегистрированных в России в декабре 2005 года по разделу «Наука», сайт занял 32-е место.
За первые 10 лет существования журнала его сайт посетило 7,5 млн человек. Рекорд посещаемости за один день составил 10 тыс. человек, а в течение недели 50 тыс. человек. Журнал читают в более чем 140 странах, однако 90 % читателей из 9 стран (Россия, Украина, Польша, США, Германия, Великобритания, Беларусь, Италия и Казахстан). В России журнал читают в более чем 150 городах. По посещаемости в мае—июне 2010 года журнал занимал первое место среди 277 сайтов по тематике социологии, третье место среди 14 600 сайтов по тематике науки и восьмое место среди 700 интернет-изданий